# Stefan Prein
Stefan Prein (né le 27 octobre 1965 à Wuppertal, dans le Land de Rhénanie-du-Nord-Westphalie, en Allemagne) est un ancien pilote allemand de motoGP.

## Biographie
Stefan Prein commence la compétition lors du championnat du monde 1988 par le Grand Prix moto d'Espagne et s'arrête à la fin de la saison 1995 sur le circuit de Catalogne.
Lors de la saison 1990, il obtint l'unique victoire de sa carrière Grand-Prix de Yougoslavie.

## Sources
- (en) Cet article est partiellement ou en totalité issu de l’article de Wikipédia en anglais intitulé « Stefan Prein » (voir la liste des auteurs).